# Glomeris genuensis
Glomeris genuensis är en mångfotingart som beskrevs av Robert Latzel 1886. Glomeris genuensis ingår i släktet Glomeris och familjen klotdubbelfotingar.

## Underarter
Arten delas in i följande underarter:
- G. g. dalmazzensis
- G. g. pseudoliguria